# Targi w Krakowie

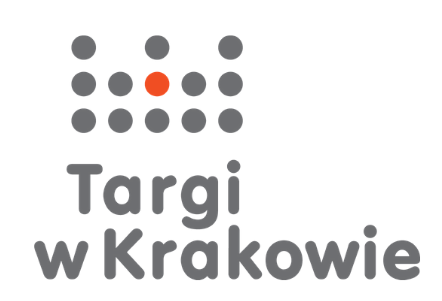

Targi w Krakowie sp. z o.o. – polska firma z siedzibą w Krakowie. Jest największym na południu i trzecim w Polsce organizatorem targów i kongresów, m.in. Międzynarodowych Targów Książki w Krakowie, czy Międzynarodowych Targów Stomatologicznych KRAKDENT, a także inicjatorem Konkursu o Nagrodę im. Jana Długosza. Właściciel i wyłączny operator Międzynarodowego Centrum Targowo–Kongresowego EXPO Kraków.

## Historia

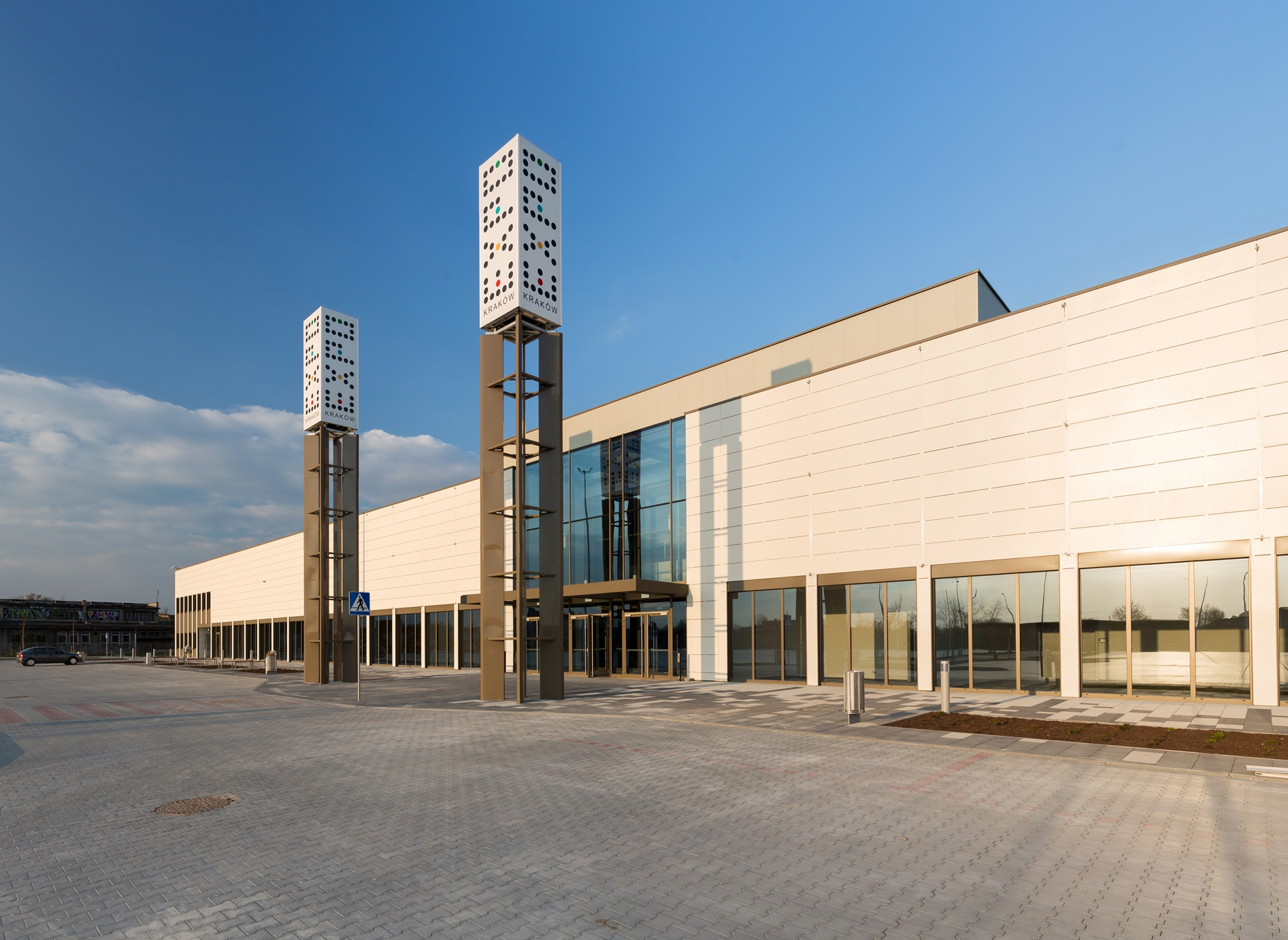
Międzynarodowe Centrum Targowo-Kongresowe EXPO Kraków

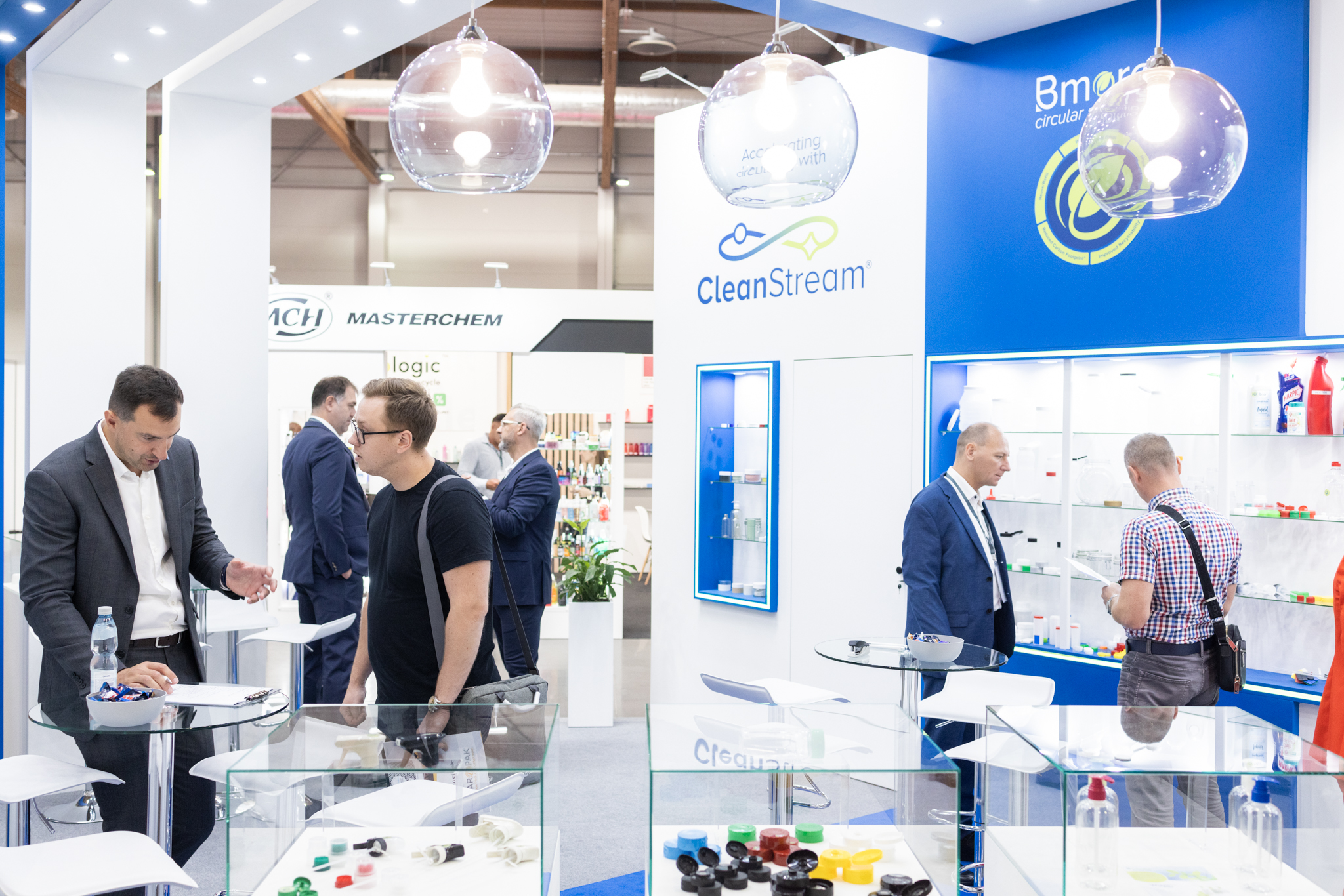

Spółka od 2011 roku jest członkiem Światowego Stowarzyszenia Przemysłu Targowego UFI (The Global Association of the Exhibition Industry), zrzeszającego organizatorów targów i właścicieli terenów targowych. Należy również do ICCA – Międzynarodowego Stowarzyszenia Konferencji i Kongresów. Co roku zostaje objęta Programem Rekomendacji Poland Convention Bureau Polskiej Organizacji Turystycznej.

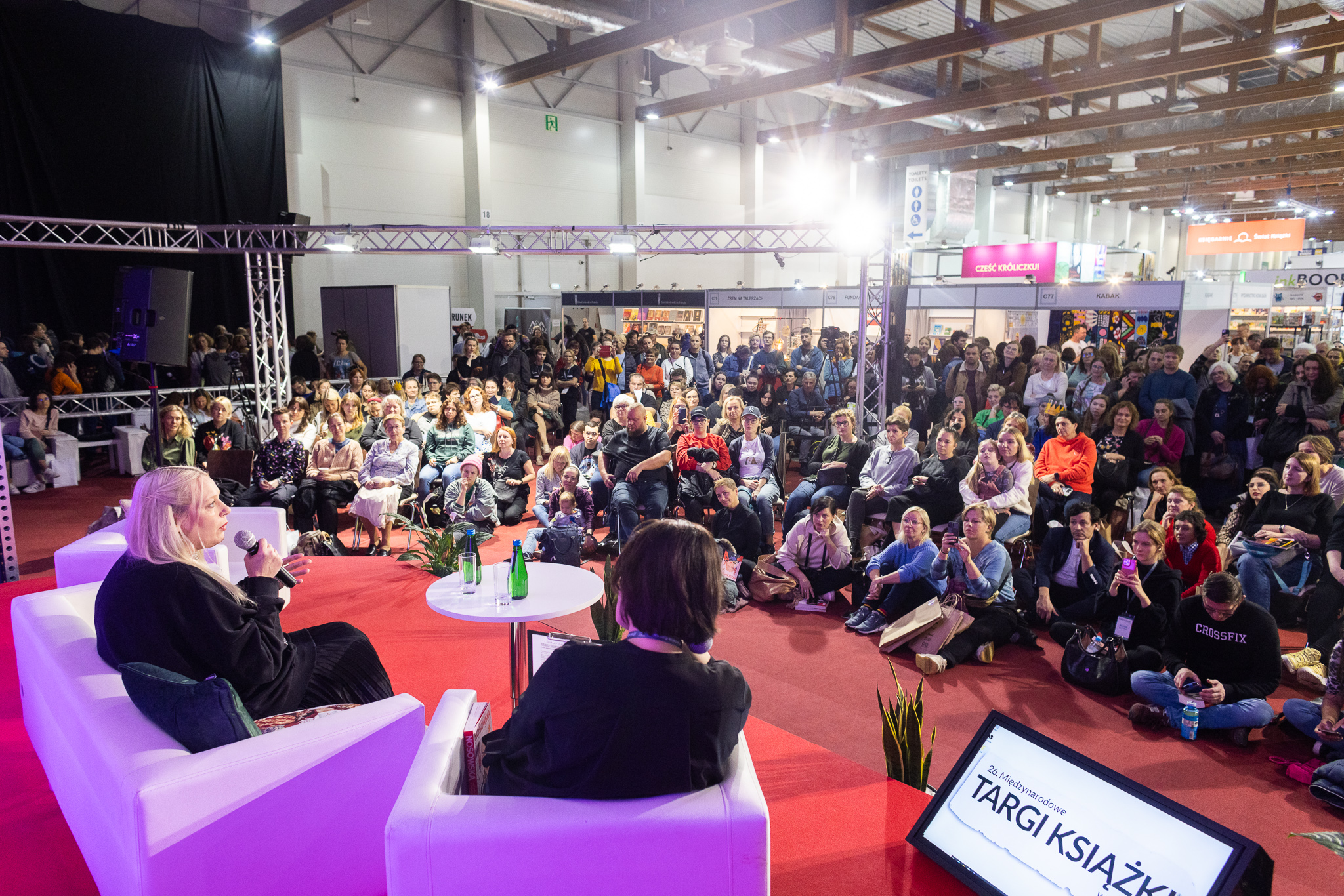

We wrześniu 2012 roku ruszyła kluczowa inwestycja Targów w Krakowie sp. z o.o. Międzynarodowe Centrum Targowo–Kongresowe Expo Kraków, które stało się nową siedzibą firmy i miejscem odbywania się targów, konferencji, kongresów, ale również imprez rozrywkowych, bankietów i innych eventów.

### Imprezy
Targi w Krakowie Sp. z o.o. od lat są organizatorami cyklicznych imprez targowych i konferencji, o różnorakiej tematyce
| Nazwa                                                                                        | Pierwsze targi | ilość edycji |
| Międzynarodowe Targi Książki w Krakowie                                                      | 1997           | 26           |
| Międzynarodowe Targi Stomatologiczne KRAKDENT                                                | 1993           | 29           |
| Międzynarodowe Targi Wyposażenia Hoteli i Gastronomii HORECA                                 | 1993           | 30           |
| Targi Artykułów Spożywczych i Napojów dla Gastronomii GASTROFOOD                             | 2002           | 21           |
| Międzynarodowe Targi Wina w Krakowie ENOEXPO                                                 | 2003           | 20           |
| Dolnośląskie Targi Stomatologiczne we Wrocławiu DENTAMED                                     | 2002           | 19           |
| Międzynarodowe Targi Obróbki, Magazynowania i Transportu Materiałów Sypkich i Masowych SYMAS | 2009           | 14           |
| Międzynarodowe Targi Utrzymania Ruchu, Planowania i Optymalizacji Produkcji MAINTENANCE      | 2009           | 14           |
| Międzynarodowe Targi Materiałów, Technologii i Wyrobów Kompozytowych KOMPOZYT-EXPO           | 2010           | 12           |
| Międzynarodowe Targi Opakowań Packaging Innovations                                          | 2009           | 15           |
| Międzynarodowe Targi Elementów Złącznych i Technik Łączenia FASTENER POLAND                  | 2017           | 6            |
| Międzynarodowe Targi Kooperacyjne Przemysłu Narzędziowo-Przetwórczego INNOFORM               | 2017           | 5            |
| Targi Motoryzacyjne (TUNING SHOW EXPO)                                                       | 2003           | 22           |
| Międzynarodowe Targi Obrabiarek, Narzędzi i Urządzeń do Obróbki Materiałów EUROTOOL          | 1996           | 22           |
| Międzynarodowe Targi Obróbki, Łączenia i Powlekania Blach BLACH-TECH-EXPO                    | 2009           | 9            |
| Targi Edukacyjne (Festiwal Zawodów w Małopolsce)                                             | 1999           | 17           |

## Nagrody

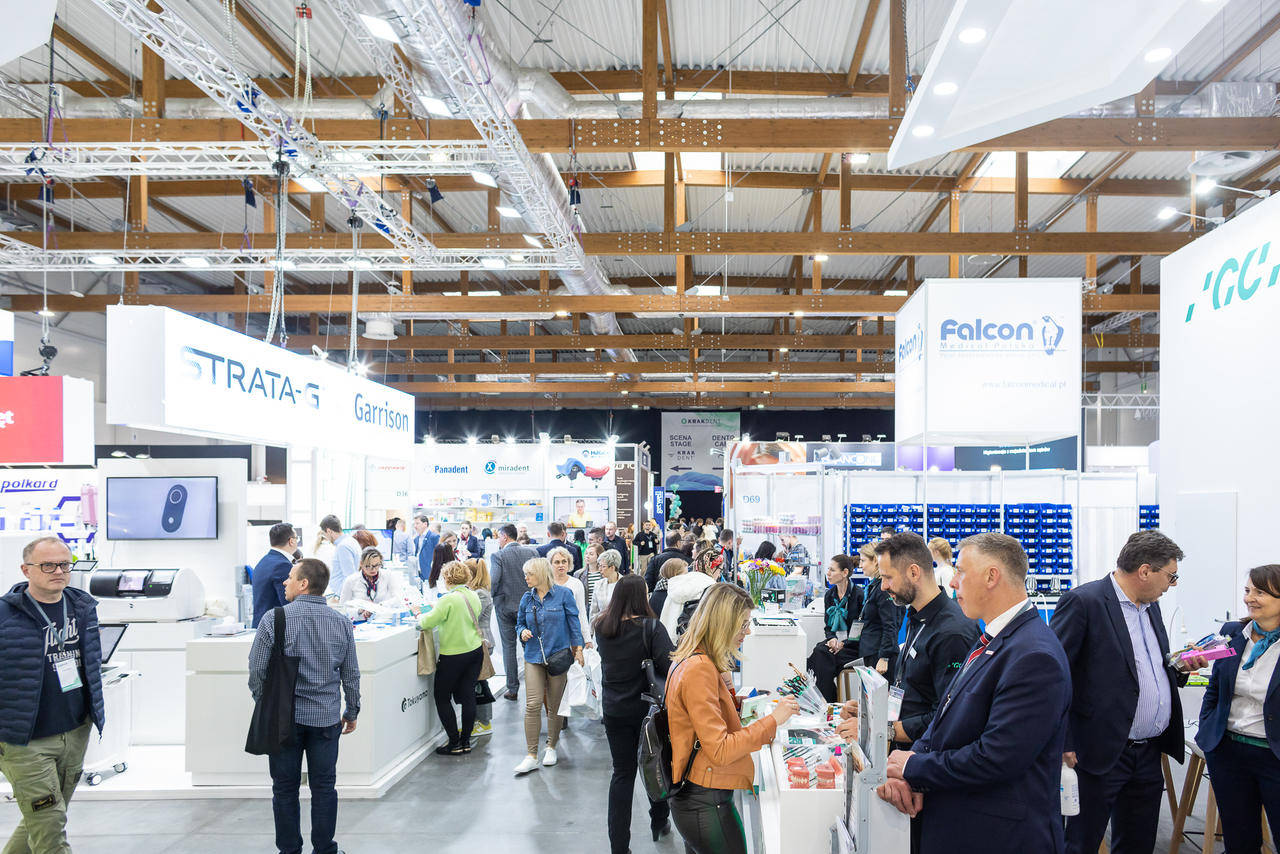

- Srebrny Spinacz – nagroda za kampanię promującą Międzynarodowe Targi Wyposażenia Hoteli i Gastronomii HORECA „Wirtuozi od kuchni” w kategorii event komercyjny. Wydana przez Związek Firm Public Relations, grudzień 2018[22]
- MP Power Awards 2018 – nagroda w kategorii MP Power Projekt za Międzynarodowe Targi Wyposażenia Hoteli i Gastronomii HORECA 2018, marzec 2019[23]
- MP Power Awards 2019 – nominacja w kategorii Targi za Międzynarodowe Targi Wyposażenia Hoteli i Gastronomii HORECA 2019, maj 2020[24]
- MP Power Awards 2020 – nominacja w kategorii Targi za Targi Antycovid EXPO 2020, kwiecień 2021[25]
- MP Power Awards 2021 – nagroda MP Power Projekt w kategorii Targi za Międzynarodowe Targi Książki w Krakowie 2021, kwiecień 2022[26]
- UFI Marketing Award 2023 – udział w fianle konkursu UFI Marketing Award 2023 organizowanego przez UFI, The Global Association of the Exhibition Industry. Nominacja za strategię komunikacji 25. Międzynarodowych Targów Książki w Krakowie. Finał odbył się w Maastricht w Holandii, czerwiec 2023. Wydane przez UFI, The Global Association of the Exhibition Industry[27]
- Golden Arrow – wyróżnienie w kategorii Experiental marketing – Event marketing – off line za strategię komunikacji 25. Międzynarodowych Targów Książki w Krakowie, czerwiec 2023. Wydane przez magazyn „Media Marketing Polska” oraz Polskie Stowarzyszenie Marketingu SMB[28]
- PR Wings – nagroda główna w kategorii zmiana biznesowa, komunikacyjny game changer za 25. Międzynarodowe Targi Książki w Krakowie, listopad 2023[29]
- Złoty Spinacz 2023 – nagroda za strategię komunikacji 25. Międzynarodowych Targów Książki w Krakowie w kategorii event komercyjny, grudzień 2023[30]